# Вертеп (роман)
„Вертеп“ (на френски: L'Assommoir) е седмият роман от поредицата „Ругон-Макарови“ на френския писател Емил Зола. Авторът описва капиталистическата среда, в която живеят хиляди работници и техните семейства в Париж през режима на Луи Бонапарт.

## Темата на романа
Темата на романа „Вертеп“ е животът и съдбата на френските работници. Емил Зола е първият писател на Франция, който си поставя задачата да каже суровата, неподправена истина за хората на труда. Нито да ги унизи и очерни, нито да ги ласкае. Той създава един художествен документ, преливащ от дълбока трагична красота.
Писателят разказва за един от крайните парижки квартали, където хората умират, преди да са живели. Зола показва средата на френската работническа класа и обяснява нравите на народа. Показва пиянството, разстройването на семейството, побоите, примиряването с всички срамни положения и всички нещастия, произтичащи от самите условия на работническото съществуване, от тежкия труд, от незаконните съжителства, от нехайството. Зола рисува много точна картина на битието на трудещия се с неговите неволи, разпуснат живот, груб език. Всички живеят под стряхата на мизерията; всички са стегнати в неумолимия обръч на нуждата и бедността. Зола центрира тъжния си разказ върху определен кръг хора, но съдбата на героите му е съдба на цялата работническа класа във Франция. Различни са формите и начините, по които протича животът на героите, но различията не премахват онова, което е общо, характерно за всички. В личната съдба е отразена общата съдба.
Няма думи, които да обобщят покварата и снижаването на човека до животно. Една всяваща страх картина, която носи морална поука вътре в себе си. От неговия роман разбираме, че благоприятната обществена среда и волята на характера са ключът към благополучния живот.

## Екранизации
- Американска продукция – The Struggle (1931), режисьор Дейвид Уорк Грифит.
- Френска продукция – Gervaise] (1956), режисьор Рене Клемент.